# Roc Boyz
Roc Boyz ist eine norwegische Rapgruppe, die bekannt wurde durch Lieder, die vor allem von Jugendlichen in Verbindung zu Russfeiern gehört werden. Die Gruppe besteht aus Kristoffer Brandshaug, Morten Undheim Lutnæs und Henrik Meinich.

## Geschichte
Das Raptrio stammt aus der norwegischen Kommune Bærum. Die drei Mitglieder treten auch unter den Namen Roc Mul, Roc KrizzyB und Roc Meiniac auf. Das Trio begann im Jahr 2020, eigene Musik zu veröffentlichen, und hatte im Jahr 2022 mit dem Lied Bonanza seinen größeren Durchbruch. Das Lied war in Zusammenarbeit mit dem schwedischen Rapper Greekazo für eine Schülergruppe aus Haugesund entstanden und ihr erstes, das in die norwegischen Singlecharts einstieg. Später zogen sie mit weiteren Singles in die Charts ein.
Roc-Boyz-Mitglied Henrik Meinich („Roc Meiniac“) erzielte im Januar 2024 mit dem Lied Jeg vil ha (Parlamentet) gemeinsam mit Fjellrev einen Nummer-eins-Hit. Mit den Liedern 10 Hoes und Drugs n Love gelang dem Trio im Jahr 2025 auch erstmals der Einzug in die schwedischen Musikcharts.

## Stil
Die Gruppe wurde durch Lieder mit provozierenden Texten bekannt, die zum Genre der Russemusikk zählen. Dabei handelt es sich um für die Russfeiern der norwegischen Abschlussschüler geschriebene Lieder. In ihrem Lied Bråkmaker wurde unter anderem der Konsum von Kokain beschrieben: „Jeg har et gram med kokain som jeg skal snorte hele dagen“ (deutsch „Ich habe ein Gramm Kokain, das ich den ganzen Tag schnupfen werde“). Im selben Lied ist auch die Zeile „tror jeg trenger noe fitte, la meg se den rumpa vrikke“ (deutsch „Denke, ich brauche ’ne Pussy, lass mich sehen, wie dieser Arsch wackelt“) enthalten. In einer Rezension aus dem Jahr 2023 hieß es, dass viele ihrer Lieder zwar mitsingtaugliche Hooks hätten, aber derselben Melodie und desselben Aufbaus folgen.

## Diskografie

### Alben
| Jahr | Titel            | Höchstplatzierung, Gesamtwochen, AuszeichnungChartplatzierungen (Jahr, Titel, Platzierungen, Wochen, Auszeichnungen, Anmerkungen) | Höchstplatzierung, Gesamtwochen, AuszeichnungChartplatzierungen (Jahr, Titel, Platzierungen, Wochen, Auszeichnungen, Anmerkungen) | Anmerkungen                         |
| Jahr | Titel            | NO | SE | Anmerkungen                         |
| ---- | ---------------- | --- | --- | ----------------------------------- |
| 2023 | Roc Boyz, Vol. 1 | NO40 (11 Wo.)NO | — | Erstveröffentlichung: 30. Mai 2022  |
| 2023 | Roc Boyz, Vol. 3 | NO8 (… Wo.)NO | SE46 (9 Wo.)SE | Erstveröffentlichung: 1. April 2022 |

Weitere Alben
- 2022: Roc Boyz, Vol. 2

### Singles
| Jahr | Titel Album                       | Höchstplatzierung, Gesamtwochen, AuszeichnungChartplatzierungen (Jahr, Titel, Album, Platzierungen, Wochen, Auszeichnungen, Anmerkungen) | Höchstplatzierung, Gesamtwochen, AuszeichnungChartplatzierungen (Jahr, Titel, Album, Platzierungen, Wochen, Auszeichnungen, Anmerkungen) | Anmerkungen                                                   |
| Jahr | Titel Album                       | NO | SE | Anmerkungen                                                   |
| ---- | --------------------------------- | --- | --- | ------------------------------------------------------------- |
| 2021 | Creem –                           | NO2 ×2Doppelplatin · (24 Wo.)NO | — | Erstveröffentlichung: 9. September 2021                       |
| 2022 | Bonanza –                         | NO2 ×3Dreifachplatin · (28 Wo.)NO | — | Erstveröffentlichung: 25. März 2022 mit Greekazo              |
| 2022 | Kjære alkohol –                   | NO2 Platin · (11 Wo.)NO | — | Erstveröffentlichung: 3. Juni 2022 mit Ballinciaga            |
| 2022 | Missförstått –                    | NO16 (9 Wo.)NO | — | Erstveröffentlichung: 15. Juli 2022 mit BELL                  |
| 2022 | Helgen –                          | NO6 (5 Wo.)NO | — | Erstveröffentlichung: 14. Oktober 2022                        |
| 2023 | Seriøs –                          | NO4 (4 Wo.)NO | — | Erstveröffentlichung: 3. März 2023 mit Amara                  |
| 2023 | Sett deg ned –                    | NO8 (14 Wo.)NO | — | Erstveröffentlichung: 7. April 2023                           |
| 2023 | Feeling Myself (Roc Boyz Remix) – | NO2 (31 Wo.)NO | — | Erstveröffentlichung: 3. August 2023 mit 23                   |
| 2023 | Kåmon –                           | NO7 (5 Wo.)NO | — | Erstveröffentlichung: 13. Oktober 2023 mit Chris Abolade      |
| 2024 | Paranoid –                        | NO19 (1 Wo.)NO | — | Erstveröffentlichung: 29. Dezember 2023 mit VC Barre          |
| 2024 | Working –                         | NO3 Platin · (11 Wo.)NO | — | Erstveröffentlichung: 23. Februar 2024                        |
| 2024 | Cocaina –                         | NO8 (2 Wo.)NO | — | Erstveröffentlichung: 5. April 2024                           |
| 2024 | Roc Boyz Freestyle –              | NO15 Platin · (5 Wo.)NO | — | Erstveröffentlichung: 3. Mai 2024 mit Orio                    |
| 2024 | KrissyB –                         | NO18 (3 Wo.)NO | — | Erstveröffentlichung: 31. Mai 2024                            |
| 2024 | Talk My Shit –                    | NO2 (9 Wo.)NO | — | Erstveröffentlichung: 13. September 2024                      |
| 2025 | Vil ikke dele –                   | NO10 (5 Wo.)NO | — | Erstveröffentlichung: 17. Januar 2025                         |
| 2025 | Matilda –                         | NO11 (2 Wo.)NO | — | Erstveröffentlichung: 7. Februar 2025                         |
| 2025 | Narco Freestyle –                 | NO23 (1 Wo.)NO | — | Erstveröffentlichung: 28. Februar 2025                        |
| 2025 | What up World 2021 –              | NO87 (4 Wo.)NO | — | Erstveröffentlichung: 5. Dezember 2019                        |
| 2025 | 10 Hoes –                         | NO4 (13 Wo.)NO | SE55 (3 Wo.)SE | Erstveröffentlichung: 11. April 2025                          |
| 2025 | John Carew –                      | NO19 (6 Wo.)NO | — | Erstveröffentlichung: 2. Mai 2025 mit Chris Abolade und Amara |
| 2025 | Drugs n Love –                    | NO24 (5 Wo.)NO | SE38 (6 Wo.)SE | Erstveröffentlichung: 23. Mai 2025                            |
| 2025 | 2 blå –                           | NO27 (… Wo.)NO | — | Erstveröffentlichung: 23. Mai 2025                            |
| 2025 | Deja vu –                         | NO74 (… Wo.)NO | — | Erstveröffentlichung: 25. Juli 2025                           |

Weitere Lieder mit Auszeichnungen
- Wreckonize (NO: Platin)